# Quinto Cecilio Metello Cretico Silano
Quinto Cecilio Metello Cretico Silano (in latino Quintus Caecilius Metellus Creticus Silanus; fl. I secolo), nato come Marco Giunio Silano (Marcus Iunius Silanus), è stato un politico romano, vissuto tra il I secolo a.C. e il I secolo d.C.

## Biografia
Nato da un Marco Giunio Silano, venne in seguito adottato da un Cecilio Metello, discendente di Quinto Cecilio Metello Cretico, che gli diede il proprio nome.
Fu eletto console nel 7 e in seguito venne nominato governatore della Siria, incarico che ricoprì dal 13 al 17, quando fu tolto dall'imperatore Tiberio per lasciare il posto a Gneo Calpurnio Pisone.
Ebbe una figlia che, da piccola, era promessa sposa di Nerone Cesare, il figlio maggiore di Germanico. Adottò inoltre il figlio di Marco Scribonio Libone Druso (morto nel 16), che prese il nome di Quinto Cecilio Druso Libone.